# Episodi di 14º Distretto (ventesima stagione)
La ventesima stagione della serie televisiva 14º Distretto è stata trasmessa in anteprima in Germania da Das Erste tra il 16 gennaio 2006 e il 29 maggio 2006.
| nº | Titolo originale          | Titolo italiano | Prima TV Germania | Prima TV Italia |
| -- | ------------------------- | --------------- | ----------------- | --------------- |
| 1  | Abgründe                  | inedito         | 16 gennaio 2006   | inedito         |
| 2  | Gute Kinder, böse Kinder  | inedito         | 23 gennaio 2006   | inedito         |
| 3  | Terror-Tammy              | inedito         | 30 gennaio 2006   | inedito         |
| 4  | Die große Chance          | inedito         | 6 febbraio 2006   | inedito         |
| 5  | Fundsachen                | inedito         | 27 febbraio 2006  | inedito         |
| 6  | Zurück auf los            | inedito         | 6 marzo 2006      | inedito         |
| 7  | Spiel mit der Angst       | inedito         | 13 marzo 2006     | inedito         |
| 8  | Undercover                | inedito         | 20 marzo 2006     | inedito         |
| 9  | Kindersegen               | inedito         | 27 marzo 2006     | inedito         |
| 10 | Rampensau                 | inedito         | 3 aprile 2006     | inedito         |
| 11 | Wahre Liebe               | inedito         | 10 aprile 2006    | inedito         |
| 12 | Der Sheriff von Cranz     | inedito         | 24 aprile 2006    | inedito         |
| 13 | Junge Liebe, alter Wein   | inedito         | 8 maggio 2006     | inedito         |
| 14 | Der Boxer                 | inedito         | 15 maggio 2006    | inedito         |
| 15 | Fenstergespenster         | inedito         | 22 maggio 2006    | inedito         |
| 16 | Eine Sache des Vertrauens | inedito         | 29 maggio 2006    | inedito         |